# De sju systrarna (företag)
De sju systrarna (en. Seven Sisters) var ett uttryck som myntades av Enis Enrico Mattei för att beskriva den oligopolställning som de sju största petroleumbolagen hade på världsmarknaden från 1940-talet och fram till mitten av 1970-talet. De sju bildade en kartell som till en början kontrollerade världsmarknaden. Mattei och Eni försökte utmana bolagen. Den stora förändringen kom när Opec bildades och under senare år har nya aktörer kommit till. Efter flera omstruktureringar är de sju bolagen idag delar av BP, Chevron, ExxonMobil och Royal Dutch Shell.
- Anglo-Persian Oil Company (senare British Petroleum)
- Gulf
- Royal Dutch Shell
- Standard Oil of California ("Socal")
- Standard Oil of New Jersey (Esso)
- Standard Oil Co. of New York ("Socony", senare Mobil)
- Texaco